# Tegeocranellus barbarae
Tegeocranellus barbarae är en kvalsterart som beskrevs av Valerie M. Behan-Pelletier 1997. Tegeocranellus barbarae ingår i släktet Tegeocranellus och familjen Tegeocranellidae. Inga underarter finns listade i Catalogue of Life.